# Векшенков, Николай Сергеевич
Николай Сергеевич Векшенков (31 августа 1957 — 10 июля 2021, Новосибирск) — советский и российский шахматист, мастер спорта СССР (1981), международный мастер (2000).
Победитель и призёр чемпионатов ВС СССР.
Участник полуфинала чемпионата СССР 1991 г., командного чемпионата СССР 1991 г., чемпионата РСФСР 1985 г.
Участник чемпионата России 2003 г. (5½ из 9, 10—19 места, в личных встречах победил гроссмейстеров С. Д. Ионова, А. В. Харитонова и В. В. Емелина; чемпионом страны стал П. В. Свидлер).
В составе сборной Новосибирска серебряный призёр командного чемпионата России 1994 г. (турнир проходил в Колонтаеве, также за команду играли А. В. Гольдин, Г. Ю. Серпер, В. Н. Рубан, М. А. Макаров, А. Е. Ерыкалов и А. С. Хасин). Всего участвовал в 7 командных чемпионатах страны.
Много лет работал шахматным тренером. В последние годы сотрудничал с детским оздоровительно-образовательным центром «Спутник». Воспитал большое количество квалифицированных шахматистов, среди которых гроссмейстер Д. С. Бочаров и многие другие.
Согласно профилю шахматиста на сайте ФИДЕ, на момент смерти Н. С. Векшенков не входил в число активных российских шахматистов, имел рейтинг 2405 пунктов и занимал 527-ю позицию в национальном рейтинг-листе.

## Изменения рейтинга
| Графики недоступны из-за технических проблем. См. информацию на Фабрикаторе и на mediawiki.org. |